# 진 섀힌
신시아 진 섀힌(영어: Cynthia Jeanne Shaheen 신시아 진 셔힌[*], 1965년 1월 28일 ~ )은 미국 민주당 소속의 정치인이다. 제78대 뉴햄프셔주 주지사이며, 현 뉴햄프셔 상원의원이다.

## 역대 선거 결과
| 선거명      | 직책명                          | 대수  | 정당   | 득표율 | 득표수    | 결과 | 당락                     |
| ----------- | ------------------------------- | ----- | ------ | ------ | --------- | ---- | ------------------------ |
| 1978년 선거 | 하원의원 (스트래포드 제4선거구) | 77대  | 민주당 | 10.23% | 1,210표   | 8위  | 낙선                     |
| 1992년 선거 | 상원의원 (뉴햄프셔 제21부)      | 153대 | 민주당 | 67.22% | 12,996표  | 1위  | 뉴햄프셔 주의원 당선     |
| 1994년 선거 | 상원의원 (뉴햄프셔 제21부)      | 154대 | 민주당 | 59.50% | 6,455표   | 1위  | 뉴햄프셔 주의원 당선     |
| 1996년 선거 | 뉴햄프셔의 주지사               | 78대  | 민주당 | 57.20% | 284,175표 | 1위  | 뉴햄프셔 주지사 당선     |
| 1998년 선거 | 뉴햄프셔의 주지사               | 78대  | 민주당 | 66.08% | 210,769표 | 1위  | 뉴햄프셔 주지사 당선     |
| 2000년 선거 | 뉴햄프셔의 주지사               | 78대  | 민주당 | 48.74% | 275,038표 | 1위  | 뉴햄프셔 주지사 당선     |
| 2002년 선거 | 상원의원 (뉴햄프셔 제2부)       | 108대 | 민주당 | 46.42% | 207,478표 | 2위  | 낙선                     |
| 2008년 선거 | 상원의원 (뉴햄프셔 제2부)       | 111대 | 민주당 | 51.62% | 358,438표 | 1위  | 뉴햄프셔주 상원의원 당선 |
| 2014년 선거 | 상원의원 (뉴햄프셔 제2부)       | 114대 | 민주당 | 51.46% | 251,184표 | 1위  | 뉴햄프셔주 상원의원 당선 |
| 2020년 선거 | 상원의원 (뉴햄프셔 제2부)       | 117대 | 민주당 | 56.64% | 450,771표 | 1위  | 뉴햄프셔주 상원의원 당선 |